# Albert Lee
Albert Lee (Anglia, Herefordshire, Leominster, 1943. december 21. –) különleges, hibrid (pengető és ujj egyszerre) pengetési technikájáról híres, kétszeres Grammy-díjas angol gitáros.

## Korai évek
Londonban a Blackneath nevű városrészben nőtt fel, édesapja zenész volt, a gyermek Albert pedig zongorázni tanult. Ez idő alatt – ugyanúgy mint sok korabeli gyerek – Buddy Holly, és Jerry Lee Lewis rajongójává vált. 1958-ban kezdett gitározni, amikor szüleitől egy használt Höfner Presidentet kapott ajándékba. A Höfnert később egy csehszlovák Grazioso-ra cserélte – ez a később Angliában Futurama, a kelet-európai piacon Jolana márkanévvel forgalmazott gitárok elődje volt. A 16 éves Albert abbahagyta az iskolát, hogy minden idejét a zenélésre fordíthassa.

## Pályafutása

### Pályafutása Angliában
Számos zenekarban játszott 1959-től kezdődően, zenei stílusa leginkább a country, R&B, és rock and roll volt. Buddy Holly mellett hatással volt zenéjére Cliff Gallup, Grady Martin, az Everly Brothers, Scotty Moore, James Burton és Jerry Reed. Első szólógitáros sikereit Chris Farlowe és a The Thunderbirds mellett érte el. Bár nagyon élvezte ezt a játékot, de vágyott rá, hogy countryt játszhasson. Emiatt 1968-ban elhagyta Farlowe-t, és a The Thunderbirdsöt.
Az ezt követő időszakban a Heads Hands & Feet tagjaként – Fender Telecastert használva – a közönség elképesztő tempójú játékáról ismerte meg, és gitárhőssé vált. A Heads Hands & Feet nagyon népszerűvé vált az Egyesült Királyságban, szerepelt az Old Grey Whistle Test című műsorban, illetve a kontinensen is ismertségre tett szert a német Beat Club műsorbeli fellépés során.

### Nemzetközi sikere
1971-ben Lee közreműködött a Deep Purple billentyűsének Jon Lordnak Gemini Suite című lemezének élő felvételén. Az album a Concerto for Group and Orchestra Deep Purple lemez folytatása, továbbgondolása volt. A Gemini Suite első élő előadásain Ritchie Blackmore gitározott, ám a felvételre történő meghívást elutasította, így Albert Lee helyettesítette. A lemezen szerepel még Yvonne Elliman, Ian Paice (Deep Purple), Roger Glover (Deep Purple), Tony Ashton és a Londoni Szimfonikus Zenekar Sir Malcom Arnold vezényletével.

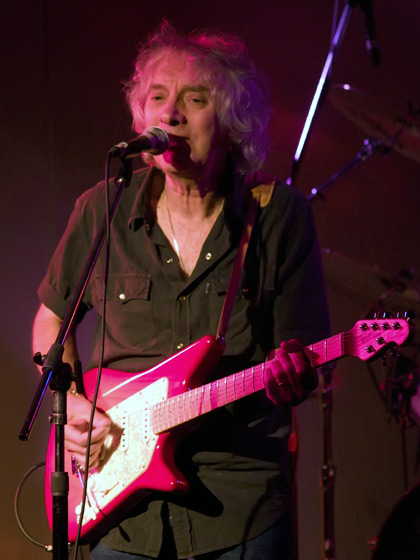
Albert Lee Music Man Signature gitárjával

1974-ben csatlakozott a The Crickets-hez basszusgitáros jóbarátjával Rick Grech-csel (Blind Faith), Sonny Curtis-szel és Jerry Allison-nel együtt újraformálva Buddy Holly legendás együttesét. A zenekar három albumot vett fel – ezek egyike az A Long Way From Lubbock. Ezenkívül Lee kapott egy csomó egyéb munkát beugró "session" gitárosként is. 1976-ban Emmylou Harris meghívta a The Hot Band-be, az Elvis Presley együttesébe visszatérő legendás James Burton helyére. A The Hot Band-ben együtt játszott Ricky Skaggs-szel és Rodney Crowell-lel is.
1978-tól öt éven keresztül Eric Clapton együttesében játszott, egy élő felvételen – a Budokan in Japan-on – is szerepel. Clapton önéletrajzi könyvében úgy ír erről az időszakról, hogy a közös humor – mindketten nagy rajongói a Monty Pythonnak, és Spike Milligannek – azonnal összehozta őket. A turnék során egy képzeletbeli duót alakítottak Duck Brothers (Kacsa Fivérek) néven, és Acme gyártmányú bakelit kacsahívó sípon játszva az őrületbe kergették a többi zenészt, akik egyáltalán nem találták ezt viccesnek. A Duck Brothersben Eric-et „Peking”-nek, Albertet „Bombay”-nek hívták. Eric Clapton később legendás Blackie gitárjának tokjára is ráfestette a Duck Bros logót.
1983-ban az Everly Brothers újraalakulásakor tartott koncert zenei igazgatója volt.
1987-ben Gerry Hogan meghívta a Newburyben (West Berkshire, Anglia) megrendezett Steel Guitar Festival-ra. Lee először aggódott, hogy frontemberként kell kiállnia, de koncert végül nagyon sikeres lett, és ezután rendszeresen koncertezett a Hogan's Heroes-zal. Ez egy tagjait állandóan változtató formáció volt, amelyben olyan sztárok játszottak mint Eric Clapton, Tommy Emmanuel, Lonnie Donegan, Dave Edmunds, Marty Wilde, Willie Nelson, Nanci Griffith, Don Everly, Emmylou Harris, Sonny Curtis és Rodney Crowell.
Szerepelt a 2002. november 29-én George Harrison emlékére rendezett koncerten a Royal Albert Hallban. Az eseményről DVD-t és CD-t adtak ki Concert for George címmel. A 2002-es évben kapott Grammy-díjat Legjobb instrumentális country előadás kategóriában a Foggy Mountain Breakdown című számért. 2006 szeptemberében szerepelt a Primal Twang: The Legacy of the Guitar produkcióban. 2007-ben fellépett a chicagoi (IL USA) Crossroads Guitar Festival-on, és a londoni O2 arénában az Ahmet Ertegün Tribute Show-n a Bill Wyman's Rhythm Kings formáció tagjaként. 2008-ban a Hogan's Heroes-zal kiadta a Like This című albumot. Albert Lee rendszeresen turnézik Bill Wyman's Rhythm Kings-szel is.
Jelenleg malibui (CA USA) otthonában él.

## Díjai és hatása
Albert Lee számos díjat kapott az évek során a játékáért – köztük öt alkalommal nyerte el egymás után a Guitar Player magazin „A legjobb country gitáros” díját. A zeneiparban technikai virtuozitásáról, és sebességéről ismert, de ugyanúgy jellemző a játékára a pedal steel gitár hangzására hasonlító húrnyújtásos játékmód.
Ő a „gitárosok gitárosa”, rengeteg produkcióban vett részt ismert és kevéssé ismert gitárosok mellett. Úgy is ismert mint „Mr. Telecaster” – hosszú ideig ezt a modellt használta, A. R. Duchossoir The Fender Telecaster című könyvének előszavát is Lee írta (James Burtonnel közösen).
Country Boy című száma visszahozta a köztudatba a country műfajt – újradefiniálva azt gitárosok egész egy nemzedékének, és később hatalmas sikert aratva Ricky Skaggs előadásában.
Annak ellenére, hogy a szaksajtó – például a Melody Maker és a New Musical Express – folyamatosan pozitív kritikával illeti,
Lee sohasem ért el igazán áttörő üzleti sikert felvételeivel, inkább amolyan bombabiztos, stabil háttérember, session gitáros, aki bármikor képes a rábízott feladatott tökéletesen megoldani, saját egyéni hangzását, és játékmódját is megjelenítve. Zenészkollégái szerint a „tökéletes úriember, aki nem ismeri az egót”.
Albert Lee így gondol karrierjének azon időszakára, amikor a Heads Hands & Feet-ben játszott: „Mindig elképedek, hogy hány nashville-i zenésznek van meg a lemezgyűjteményében az első albumunk, és még mindig kérdezik, hogy mi történt a zenekarral”

## Gitárgyűjteménye

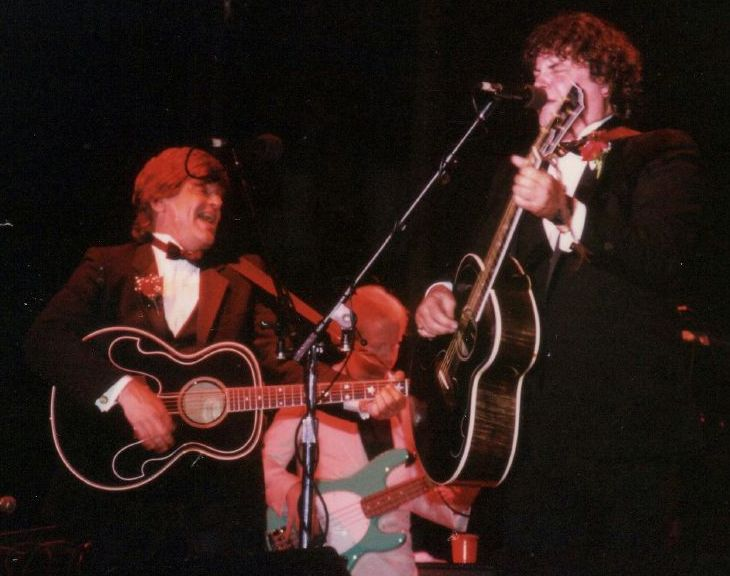
A The Everly Brothers

Albert tulajdonában több mint 25 különleges gitár található, többek között Don Everly Gibson J-200-asa amelyből a másik példány Phil Everly tulajdonában van. A gitár fényes fekete lakkozású, és fehér színű dupla koptatólap jellemzi. Wesley Rose – az Everly Brothers menedzsere – ki akarta állíttatni a country zenei hírességek csarnokában – a Country Music Hall of Fame-ben, ám Don Everly inkább Albert Lee-nek ajándékozta a gitárt, mert nem akarta, hogy egy üvegkalitkába kerüljön.
Szintén Albert tulajdonában van az a Gibson Les Paul, amelyet Eric Clapton használt a Delaney, Bonnie and Friends-ben.
Leginkább saját Music Man Signature gitájain játszik, de ezen kívül használ egy '50-es évekbeli Telecaster-t, egy 1958-as Stratocaster-t, és egy akusztikus Martin 000-28-ast is.

## Együtteseinek listája (részleges)
- Chris Farlowe és a The Thunderbirds
- The Crickets
- Country Fever
- Green Bullfrog
- Heads Hands & Feet
- Emmylou Harris és a The Hot Band
- Hogan's Heroes (gitár és ének)
- Bill Wyman's Rhythm Kings
- Biffbaby's All Stars, tagok: Albert Lee, Eddie Van Halen, Steve Morse, and Steve Lukather.

## Diszkográfia

### Saját albumok
- Albert Lee – Black Claw/Country Fever
- Poet And The One Man Band – Poet And The One Man Band LP (1969)
- Heads Hands & Feet – Heads, Hands & Feet LP (1971)
- Heads Hands & Feet – Tracks LP (1972)
- Heads Hands & Feet – Let's Get This Show On The Road!
- Heads Hands & Feet – Jack Daniels Rare Old No.7
- Heads Hands & Feet – Old Soldiers Never Die LP (1973)
- Heads Hands & Feet – Home From Home – The Missing Album LP (1968; kiadatlan 1995-ig)
- Albert Lee – Hiding
- Albert Lee – Albert Lee
- Albert Lee – Speechless
- Albert Lee – Country Guitar Man (az "Old Soldiers Never Die" c. Heads Hands & Feet album újrakiadása)
- Albert Lee – Gagged But Not Bound
- Albert Lee – Real Wild Child
- Albert Lee – That's All Right Mama
- Albert Lee – Heartbreak Hill
- Albert Lee – Road Runner
- Albert Lee – Advanced Country Guitar (DVD)
- Albert Lee – Master Session (DVD)
- Albert Lee – Country Legend (DVD)
- Albert Lee – Highlights (DVD)
- Albert Lee – Guitar Heroes (DVD)
- Albert Lee – Country Boy (DVD)
- Albert Lee – Guitar Techniques (DVD)
- Albert Lee & Hogan's Heroes – In Full Flight!
- Albert Lee & Hogan's Heroes – Tear It Up
- Albert Lee & Hogan's Heroes – In Between The Cracks
- Albert Lee & Hogan's Heroes – Live In Paris (DVD)
- Albert Lee & Hogan's Heroes – Like This
- Albert Lee & Hogan's Heroes – Live at the Statzione Birra – Rome, 2009 (DVD)

### Albumok amelyeken közreműködött
- Bo Diddley – The London Bo Diddley Sessions
- Jerry Lee Lewis – The London Sessions
- Emmylou Harris – Luxury Liner, The Ballad Of Sally Rose, Blue Kentucky Girl, Roses in the Snow, Evangeline (gitár, mandolin, zongora)
- Eric Clapton – Just One Night, Another Ticket, Money and Cigarettes
- John Prine – The Missing Years (gitár, mandolin, zongora)
- Jon Lord – Gemini Suite
- Earl Scruggs – Earl Scruggs and Friends
- Paul Kennerley – The Legend of Jesse James (gitár, ének, mandolin)
- The Crickets – Long Way From Lubbock, The Crickets and Their Buddies
- Joe Cocker – Sting Ray
- Nicolette Larson – The Very Best Of Nicollette Larson
- Rodney Crowell – The Essential Rodney Crowell
- Dolly Parton – White Limozeen
- The Return Of Spinal Tap – DVD
- John 5 – Death Valley
- Carlene Carter – I fell in Love
- Foster and Lloyd – Version of the Truth
- Nanci Griffith – I Knew Love
- Hugh Moffatt – Dance Me Outside
- Shakin Stevens – Hot Dog
- Everly Brothers – Reunion Concert (gitár, zongora, zenei rendező)
- Don Everly – Sunset Towers
- The Refreshments – Cover of Chuck Berry's "Let It Rock"
- Dave Edmunds – Sweet Little Lisa
- Marcel Dadi – Nashville Rendez-vous
- Bert Jansch – Heartbreak
- Jerry Scheff – Fire Down Below
- Brad Paisley – Play
- Jackson Browne – Under The Falling Sky

## Fordítás
Ez a szócikk részben vagy egészben  az   Albert Lee című angol Wikipédia-szócikk fordításán alapul.  Az eredeti cikk szerkesztőit annak laptörténete sorolja fel. Ez a jelzés csupán a megfogalmazás eredetét és a szerzői jogokat jelzi, nem szolgál a cikkben szereplő információk forrásmegjelöléseként.